# تپه زیر راه علی‌مردان‌خانی
تپه زیر راه علی مردان خانی در شهرستان خرم‌آباد، بخش دوره چگنی، دهستان تشکن، ۲۰۰ متری غرب روستای کریه ۲ واقع شده و این اثر در تاریخ ۲۲ اسفند ۱۳۸۵ با شمارهٔ ثبت ۱۸۱۶۰ به‌عنوان یکی از آثار ملی ایران به ثبت رسیده است.